# Dodge County, Wisconsin
Dodge County är ett administrativt område i sydöstra delen av delstaten Wisconsin, USA, med 88 759 invånare. Den administrativa huvudorten (county seat) är Juneau. Countyt är beläget cirka 60 km väster om Lake Michigan.

## Geografi
Enligt United States Census Bureau har countyt en total area på 2 349 km². 2 285 km² av den arean är land och 64 km² är vatten.

### Angränsande countyn
- Fond du Lac County - nordost
- Washington County - öst
- Waukesha County - sydost
- Jefferson County - syd
- Dane County - sydväst
- Columbia County - väst
- Green Lake County - nordväst

## Större orter
- Beaver Dam med 18 700 invånare
- Fartford – 11 000
- Juneau – 2 500
- Waupun – 12 000